# ماثيو تولر
 ماثيو تولر  (إنجليزية:Matthew H. Tueller) دبلوماسي أميركي، وسفير الولايات المتحدة في العراق سابقاً وشغل سابقاً منصب سفير الولايات المتحدة لدى اليمن. عمل سابقاً نائبا للسفير في السفارة الأمريكية في القاهرة، ومستشار سياسي في السفارة الأمريكية في بغداد، ونائبا للسفير في السفارة الأمريكية في الكويت، ومستشار سياسي في السفارة الأمريكية في الرياض، ورئيسا للمكتب الأمريكي في عدن، ونائبا للسفير في الدوحة، ومسؤول سياسي في السفارة الأمريكية في لندن، ومسؤول سياسي و قنصلي في السفارة الأمريكية في الأردن. كما تولى تولر في واشنطن عددا من المناصب، منها نائب مدير مكتب شؤون الخليج الشمالي ومسؤول مكتب الشؤون المصرية في وزارة الخارجية الأمريكية.

## تعليمه
تخرج من جامعة بريغام يونغ في مجال العلاقات الدولية وأكمل دراسته العليا في مجال السياسات العامة من كلية كينيدي بجامعة هارفرد.

## حياته الخاصة
السفير تولر من ولاية يوتاه ومتزوج من « دينيس غيرني » وله خمسة أولاد، كما أنه عضو في كنيسة يسوع المسيح لقديسي الأيام الأخيرة (المورمن).
| سبقه جيرالد فايرستاين | سفير الولايات المتحدة إلى اليمن 2014– 2019 | تبعه كريستوفر هينزل |